# Somatochlora elongata
Somatochlora elongata – gatunek ważki z rodziny szklarkowatych (Corduliidae). Występuje na terenie Ameryki Północnej.

## Charakterystyka
- Ubarwienie: ciemnobrązowe szmaragdy w paski, jasne znaczenia na tułowiu i brzuchu, czarne nogi. Klatka piersiowa ma metaliczny brązowo-zielony połysk, a brzuch jest ciemno metaliczny, czarno-zielony;

- Wielkość: średnia, wyraźne skrzydła i błyszczące oczy koloru zielonego, długość ich ciała oscyluje w granicach od 2,0 do 2,4 cala;
- Sezon występowania: w Wisconsin można je spotkać od początku czerwca do końca sierpnia;
- Siedlisko: powolne strumienie, stawy bobrowe i wloty bądź wyloty jezior[3].